# Dézi
A Dézi angol eredetű női név, jelentése: százszorszép, margaréta (a virág neve angolul: daisy).

## Gyakorisága
Az 1990-es években szórványos név, a 2000-es években nem szerepel a 100 leggyakoribb női név között.

## Névnapok
- május 23.[2]